# 黒田清
黒田 清（くろだ きよし、1931年2月15日 - 2000年7月23日）は、日本のジャーナリスト、元読売新聞記者。兄には関西六大学野球連盟理事長の黒田脩、神戸大学名誉教授の黒田健二郎がいる。

## 来歴
大阪府大阪市北区天満出身、天満橋北詰の天満市場前で、製粉工場を経営する父と母の9人兄弟の末っ子として生まれた。旧制大阪府立高津中学校卒業、旧制第四高等学校（現：金沢大学）、京都大学経済学部卒業。
1952年12月、大阪進出直後の大阪読売新聞社に新卒1期生として入社。遊軍記者からスタートし、社会畑を歩み、1976年に社会部部長就任。以後、この社会部チームの記者は在京のメディアから「新しい新聞記者集団」として「黒田軍団」と名付けられ注目を集めた。読売新聞大阪社会部として、1984年には大阪府警賭博ゲーム機汚職事件を追ったルポ「警官汚職」で日本ノンフィクション賞、1985年に「戦争」で菊池寛賞をそれぞれ獲得。
読売新聞の論調は、東京読売は当時論説委員長であった渡邉恒雄の主導により保守・右派であったが、大阪読売では黒田のスタンスである反権力、反差別、革新・左派色が強く、会社のカラーが合わなくなってきた。そのため、1984年には黒田を干すために編集局次長専任へ異動となり、コラムである「窓」のみしか仕事が無くなった。結果、1987年1月10日に大阪読売を退社。
退社後は「黒田ジャーナル」を主宰するフリージャーナリストとして、ミニコミ紙「窓友新聞」発行の他、テレビ、ラジオのコメンテーター業、日刊スポーツ・大阪本社版に連載「黒田清のぶっちゃけ・ジャーナル」を、しんぶん赤旗日曜版に連載「半共ジャーナル」等のコラムを執筆した。
1997年夏、膵臓ガンが見つかり、9月末には膵臓の半分と胆のう、十二指腸、小腸の一部を取り除く12時間にも及ぶ大手術を受けた後、同年11月21日に退院し、翌1998年1月から仕事に復帰した。
しかし、2000年1月13日の大阪大学医学部附属病院でのCT検査で肝臓へのガン転移が発覚。同年7月23日、摂津医誠会病院にて膵臓癌のため死去。1週間後の7月30日には大阪市北区の太融寺で葬儀が営まれ、メディア業界以外を含め1300人が参列した。

## 人物
「黒田軍団」と名付けられた理由は、1979年1月に起きた三菱銀行人質事件の際、新聞紙上に事件当事者のみでなく、取材する記者側の動きもドキュメントとして報道。それは事件が膠着状態で記者から上ってきたドキュメントの原稿が数行しかないことに黒田が「ならば、自分たちの動きを書け!」と叱咤したのがきっかけといわれており、新しい報道の手法として反響を呼んだ。
黒田の死去に伴い、黒田ジャーナルは解散。一番弟子であった大谷は独立した。なお、黒田死去の報道の際、読売以上に保守・右派色の強い産経新聞も含めた他紙が数段抜きの訃報を掲載し、いずれも顔写真入りだったのに対し、前述の経緯から、古巣の読売に掲載された訃報はベタ記事であった。しかし同グループのスポーツ報知は他紙同様に数段抜きで大きく扱っていた。
黒田の生前、教えを受けた西谷等の記者仲間が、月刊のミニコミ紙「新聞うずみ火」を発行している。また、大谷が主導し日本ジャーナリスト会議にて黒田の名前を冠した、「黒田清JCJ新人賞」が2002年から2010年まで存在していた。
前述の黒田軍団が社内闘争に負けて退社した話には異論もあり、黒田の先輩である大阪読売元論説委員で大阪産業大学客員教授の永井芳和は「酒好きの黒田が、社会部の印税を関係していない記者の個人所得に付け替えて自ら金を払わず、毎日、一部の部員と酒を飲んでおり、これに対し、多くの部員は貰ってもいない印税の住民税を取られていた為、次第に記者の心は黒田から離れた」とのこと。また、「一部の部員と大阪読売の至近に分譲マンションの一室を購入し、関係者だけしか知らない社会部別室として所有し、かつマンションを区分所有する部員で公正証書を作成するという念の入ったやり方をしたため、大阪読売の社長であった坂田源吾が大阪読売の生みの親である、東京読売の務臺光雄にこの事実を知られることを最も恐れ、自らの保身のために黒田を閑職に追いやった。社会部の中に公私混同と派閥の争いが蔓延し、それが、西鶴、近松、滑稽新聞、そして朝日、毎日の創刊と続いた「大阪ジャーナリズム」の精神を没落させたと慨嘆している」と回想している。また、永井は「坂田の社長時代は失われた時代と名付けられた」と、自著『大阪ジャーナリズムの系譜　―こんちは出前授業です! 西鶴・近松からネット時代へ―』に綴っている。

## 番組出演

### テレビ
- 筑紫哲也 NEWS23（TBSテレビ）
- ニュースシャトル（テレビ朝日）
- やじうまワイド（テレビ朝日）
- ニュースわからんチー（関西テレビ放送）

### ラジオ
- リンゴ・モモコのハイ!ひるごはん（朝日放送ラジオ）
- 青芝フックのニュース大冒険（ラジオ大阪）

## 著書

### 単著
- 河野節夫写真『向こう三軒ヨーロッパ 18万円の100日旅行』読売新聞社、1965年7月20日。NDLJP:2985997。
- 『黒田清選集 1（向こう三軒ヨーロッパ）』朋興社 1981
- 『黒田清選集 2』朋興社 1982
- 『愛惜のつぎに思うこと』情報センター出版局 1984
- 『新聞記者の現場』講談社〈講談社現代新書〉、1985年5月。NDLJP:12274273。
- 『エンピツ1本、事件を追え! 新聞記者の24時間』ポプラ社 どんぐりブックス 1986
- 『昭和徒然草 1986』情報センター出版局 1986
- 『体験的取材学 いい仕事をするための主観技術』情報センター出版局、1986年5月。NDLJP:12276277。
- 『黒田軍団かく闘えり 社会部長日誌』講談社 1987
- 『昭和徒然草 1987』情報センター出版局 1987
- 『新聞が衰退するとき』文芸春秋、1987年8月30日。NDLJP:12277509。
- 『昭和徒然草 1988』情報センター出版局 1988
- 『昭和徒然草 別冊 1（黒田清のぶっちゃけ全対談）』編著 情報センター出版局 1988
- 『昭和徒然草 1989』情報センター出版局 1989
- 『情的生活のすすめ』オール出版 1991 虹の本
- 『会えて、よかった』三五館 1993年 ISBN 4883200205
- 『原点 新聞記者物語』三五館 1993
- 『そやけど大阪』東方出版 1994
- 『わが青春のクリスマス 四季の追想』マガジンハウス 1995
- 『TBS事件とジャーナリズム』岩波ブックレット 1996
- 『エンピツ1本、事件を追え! 新聞記者の24時間』ポプラ社 ポプラ・ノンフィクションbooks 1997
- 『大きな夢 さばくを緑に』依光隆絵 女子パウロ会 1997
- 『オール3の思想 黒田少年の通知簿』近代文芸社 1997
- 『地を這うペン ちをはうペン』近代文芸社 1997
- 『News少年Aの時代 ニュースらいだー1997～1998.6』近代文芸社 1998
- 『News震災以後 ニュースらいだー1995・1996』近代文芸社 1998
- 『News平成を撃つ ニュースらいだー1989～1994』近代文芸社 1998
- 『黒田清の教育ジャーナル』フォーラム・A 1998 教育実践ブックレット別冊
- 『世紀末日本を嗤う』大月書店 1999
- 『元気の出る本 黒田清のさわやか対談』編著 芸術生活社 1996
- 『ガンと上手につきあいなはれ』徳間書店 2000年 ISBN 4198612439

### 共著
- 『普段着の平和と社会科 アウシュビッツと原爆のあいだで』共著 情報センター出版局 1984
- 『開け心が窓ならば 差別反対大合唱』大谷昭宏共著 解放出版社 1983 のち角川文庫
- 『やさしさは風になり』大谷昭宏共著 情報センター出版局 1989
- 『90年代を生きるために 講座・戦争と差別を考える』編 教育史料出版会 1990
- 『ブラック・ファックス あるいは「昭和」から「平成」、時代を読む』黒田ジャーナル共著.集英社 1990
- 『みんなのために自分のために 90年代マル社会』大谷昭宏共編 解放出版社 1992
- 『未来のジャーナリストたちへ』編 マガジンハウス 1994
- 『震災と人間 あれから一年・教訓と提言』黒田ジャーナル共編著 三五館 1996
- 『未明の街 阪神・淡路大震災 写真/詩/文』濱岡收,小林正典写真 盧進容詩 大月書店 1999
- 『権力犯罪』大谷昭宏共著 旬報社 2000